# Hemicycla glyceia
Hemicycla glyceia es una especie de molusco gasterópodo de la familia Helicidae en el orden de los Stylommatophora.

## Distribución geográfica
Es endémica de Tenerife, en las islas Canarias (España).